# Rejon kruhelski
Rejon kruhelski (rejon kruhłański, biał. Круглянскі раён) – rejon we wschodniej Białorusi, w obwodzie mohylewskim. Leży na terenie dawnego powiatu mohylewskiego.